# Word Magic Translation Software
Word Magic translation software es un programa informático con soporte para Windows, Mac OS y Android (Sólo el diccionario)
 El programa y otros productos de la empresa como las herramientas de traducción y los diccionarios son de la compañía Word Magic
Pertenece a la categoría de softwares de traducción automática y de traducción asistida por computadora (TAC) con diccionarios y soportes para los idiomas inglés y español únicamente. La naturaleza del programa es por si educativa, ya que permite una alta interactividad entre el usuario y los diccionarios del programa, de manera que el usuario no sólo traducirá el texto deseado, sino que también adquirirá algún conocimiento de gramática.

## Características
1. Permite la traducción asistida por computadora más la típica traducción automática.
2. Debido a la anterior característica el usuario podrá traducir interactivamente, selecionando las palabras del texto y especificando a que tipo de categorías de palabras pertenecen: verbos, preposiciones, sustantivos...etc. Y así logrando una mayor interpretación correcta del idioma al que se está traduciendo.
3. Viene integrado con eficaz memoria de traducción. Lo que significa que el usuario le señalará al programa las traducciones preferidas a cada palabra que el usuario considere incorrecta, lo que a largo plazo disminuyen los posibles errores del software, pero tiene el inconveniente de que si el usuario crea memorias erróneas se reflejarán en la calidad de la traducción.
4. Diccionarios personales: el usuario añadirá las palabras que el software desconozca, añadiendo también las respectivas traducciones. Las nuevas palabras se reorganizan de tal manera que formarán grupos de sinónimos y traducciones, lo que hace que las palabras del usuario parezcan palabras más reales y naturales.

### Archivos compatibles
Word Magic es compatible con:
| Formato  | Notas |
| -------- | --- |
| Html     | Parcialmente, lectura pero escritura incorrecta (borrado del código ccs y Javascript)                                                                                     |
| Rtf      | Totalmente, formato predeterminado por el programa |
| Txt      | |
| Doc/docx | |
| Adu      | Fichero portable único del programa para importar y exportar diccionarios del usuario                                                                                     |
| Dic      | Solo en la carpeta de los datos de la aplicación, contiene las palabras nuevas del usuario con sus traducciones y otros archivos contienen palabras favoritas y registros |

Además permite funciones de editor de texto como son:
- Inserción de tablas
- Inserción de imágenes
- Inserción de gráficas
- Inserción de campos,hipervinculos y símbolos
- Impresión y/o exportación a Pdf
- Funciones básicas de copiar,pegar,deshacer ,rehacer y reemplazo de palabras
- Barras de herramientas y vistas personalizadas
- Edición de fuente, tamaño y color
- Herramientas de traducción , traducir interactivamente, automáticamente, intérprete de gramática y lectura de texto a voz
- Corrector ortográfico con diccionarios personalizados
- Memorias de traducción
- Herramientas individuales:
  - Diccionario
  - Diccionario de sinónimos
  - Conjugador de verbos
  - Constructor de expresiones
  - Agregar nueva palabra